# 粘液水腫
粘液水腫(英: myxedema)とは一般的に高度に進行した甲状腺機能低下症に続発する皮膚や組織の疾病。皮膚に水和力の高い酸性ムコ多糖類が蓄積することによって、顔面は眼瞼、鼻、頬及び口唇等が浮腫状を呈する。他に四肢の皮膚、手掌、足底等においても浮腫が出現し、体毛等も脱毛して減少する状態をいう。甲状腺機能低下症は外科的に甲状腺を除去することによって発生する萎縮性疾病である慢性甲状腺炎を原因とすることがあり、粘液水腫はさらに稀な疾病である。粘液水腫の一形態である前脛骨粘液水腫は、時として甲状腺機能亢進症を原因とする成人のバセドウ病や甲状腺機能低下症を伴わない慢性甲状腺炎で出現することがある。